# 亚碲酸钠
亚碲酸钠，化学式Na2TeO3，是一种无机碲化合物。 它是水溶性白色固体，具有弱还原性。亚碲酸钠是提取元素碲的中间体；它是从阳极泥中获得的产物，是碲的前体。

## 制备
碲的主要来源是铜阳极泥，其中含有贵金属以及各种碲化物。 这些粘液用碳酸钠和氧气焙烧，生成亚碲酸钠。 
Ag2Te + Na2CO3 + O2 →2Ag + Na2TeO3 + CO2 (400-500°C）
这是与碲化银的反应。  碲化物被氧化成亚碲酸盐，一价银阳离子被还原成银。 

## 纯化
亚碲酸盐溶液的电解产生纯化的碲。 
阳极：4OH - →2H2O + O2 + 4e -
阴极：TeO3 2- + 3H2O + 4e - →Te + 6OH -

## 结构和性质
碲具有与硫和硒类似的性质。  在Na2TeO3的无水形式中，碲原子有6个配位，三个Te-O键长1.87Å，三个长2.9Å ，扭曲的八面体共享边缘。 在五水合物中，Na2TeO3 ·5H2O存在离散的亚碲酸根阴离子，TeO3 2-是金字塔形的。Te-O距离为1.85-1.86Å，O-Te-O角接近99.5°。   亚碲酸根阴离子是弱碱。 亚碲酸钠类似于亚硒酸钠和亚硫酸钠。亚碲酸钠既可作弱氧化剂又可作弱还原剂。 

## 碲酸盐相关的反应
H2TeO3 → H+ + HTeO3− pK2.48
碲酸在该pKa处失去质子。 
HTeO3− →H+ +TeO32− pK7.7
亚碲酸氢在该pKa处失去质子，成为亚碲酸根离子。这会发生在亚碲酸与氢氧化钠的反应中以制备亚碲酸钠。 
TeO2 + 2OH− → TeO32− + H2O
这是二氧化碲与碱反应生成亚碲酸盐的反应。 

## 应用
亚碲酸钠改善了电镀镍层的耐腐蚀性。亚碲酸钠溶液可用于铁，钢，铝和铜上的黑色或蓝黑色涂层。在微生物学中，可以将亚碲酸钠添加到生长培养基中以分离出具有对其毒性有固有生理抗性的细菌。 